# Sergije IV.
Sergije IV., rođen kao Pietro da Albano, papa od 31. srpnja 1009. do 12. svibnja 1012. godine.